# 赤い実ハジケタ恋空の下
「赤い実ハジケタ恋空の下」（あかいみハジケタこいぞらのした）は、日本のソロプロジェクト・LGMonkeesの2作目のデジタルシングル。

## 概要
- 前作「イマアイ」から2週間ぶりのデジタルシングルにして、アルバム『あいことば』からの先行シングル。
- 初のノンタイアップシングルとなっている。
- 着うたフルに先駆けて11月14日より着うたの配信が開始された[1]。

## 収録曲
| #  | タイトル                   | 作詞      | 作曲                       | 編曲                       | 時間 |
| -- | -------------------------- | --------- | -------------------------- | -------------------------- | ---- |
| 1. | 「赤い実ハジケタ恋空の下」 | LGMonkees | HIRO from LGYankees、KENNY | HIRO from LGYankees、KENNY | 4:18 |

### 解説
1. 赤い実ハジケタ恋空の下
恋した瞬間の甘酸っぱい気持ちを表現した楽曲で[2]、交際している彼女に対して改めてどれだけ愛してるかを正直に伝える温かい恋をテーマを制作された[3]。
ミュージック・ビデオには鈴木奈々が出演している[3]。

## 参加ミュージシャン
- LGMonkees：Vocal

Support Musician
- KENNY：Manipulate
- 加藤秀俊：Manipulate & Piano
- 高橋洋介：Guitar

## 収録アルバム
- あいことば
- 超あいことば -THE BEST-
- 確かにあの日々は恋だった。

## 赤い実ハジケタ恋空の下‥part2
「赤い実ハジケタ恋空の下‥part2」（あかいみハジケタこいぞらのした・パートツー）は、日本のシンガーソングライター・山猿の6作目（通算8作目）のデジタルシングル。

### 概要
- 前作「MAMA」から約1か月ぶりのデジタルシングルにして、アルバム『あいことば3』からの先行シングル。
- 「愛・夢・孤独」以来2作ぶりのノンタイアップシングルとなった。
- レコチョク邦楽ヒップホップ/R&B/レゲエチャートにてデイリー首位を獲得。5作連続でのジャンル別デイリー首位を記録した[4]。

### 収録曲
| #  | タイトル                          | 作詞 | 作曲       | 編曲 | 時間 |
| -- | --------------------------------- | ---- | ---------- | ---- | ---- |
| 1. | 「赤い実ハジケタ恋空の下‥part.2」 | 山猿 | 山猿、AIBA | AIBA | 4:38 |

#### 解説
1. 赤い実ハジケタ恋空の下‥part.2
「赤い実ハジケタ恋空の下」の登場人物である男女のその後を描いた内容の楽曲で、初の結婚をテーマにしたウェディングソングとして制作された[4]。山猿によると、「赤い実ハジケタ恋空の下」を通して出逢いや告白をきっかけに、その相手と結ばれ結婚し子供が生まれて家族が出来たりと、沢山の報告も受けたこともあり、「これはパート2を作るしかない」「結婚してくださいという歌にしよう」という想いから制作に踏み切ったという[5]。

### 参加ミュージシャン
- 山猿：Vocal

Support Musician
- AIBA：Track
- 城戸紘志：Drums
- 川口圭太：Guitar
- 吉田宇宙ストリングス：Strings

### 収録アルバム
- あいことば3
- 超あいことば -THE BEST-